# Copa CECAFA 1975
La Copa CECAFA de 1975 fue la tercera edición del campeonato regional del África del Este.
Todos los partidos se jugaron en Lusaka del 31 de octubre hasta el 9 de noviembre.

## Información
- El número de afiliados a la CECAFA aumentó a 7, debido a que  Malaui se inscribió para participar en el torneo.

- Somalia se retiró faltando pocos días para el inicio del certamen, de esta manera, no se pudo jugar el torneo con los 7 países inscritos en la CECAFA.

## Grupo A
| Equipo | Pts | Pld | W | D | L | GF | GA | GD |
| ------ | --- | --- | - | - | - | -- | -- | -- |
| Kenia  | 3   | 2   | 1 | 1 | 0 | 3  | 2  | +1 |
| Uganda | 3   | 2   | 1 | 1 | 0 | 2  | 1  | +1 |
| Zambia | 0   | 2   | 0 | 0 | 2 | 1  | 3  | -2 |

| 31 de octubre de 1975 | Zambia | 1:2 | Kenia | Estadio de la Independencia, Lusaka |  |

| 2 de noviembre de 1975 | Uganda | 1:0 | Zambia | Estadio de la Independencia, Lusaka |  |

| 4 de noviembre de 1975 | Kenia | 1:1 | Uganda | Estadio de la Independencia, Lusaka |  |

## Grupo B
| Equipo   | Pts | Pld | W | D | L | GF | GA | GD |
| -------- | --- | --- | - | - | - | -- | -- | -- |
| Malaui   | 4   | 2   | 2 | 0 | 0 | 7  | 2  | +5 |
| Tanzania | 2   | 2   | 1 | 0 | 1 | 5  | 3  | +2 |
| Zanzíbar | 0   | 2   | 0 | 0 | 2 | 1  | 8  | -7 |

| 1 de noviembre de 1975 | Malawi | 3:1 | Tanzania | Estadio de la Independencia, Lusaka |  |

| 3 de noviembre de 1975 | Zanzíbar | 1:4 | Malawi | Estadio de la Independencia, Lusaka |  |

| 5 de noviembre de 1975 | Tanzania | 4:0 | Zanzíbar | Estadio de la Independencia, Lusaka |  |

## Semifinales
| 7 de noviembre de 1975 | Malawi | 2:1 | Uganda | Estadio de la Independencia, Lusaka |  |

| 7 de noviembre de 1975 | Tanzania | 2:3 | Kenia | Estadio de la Independencia, Lusaka |  |

## Final
| 9 de noviembre de 1975 | Kenia | 0:0 (5:4 p.) | Malawi | Estadio de la Independencia, Lusaka |  |

| Kenia         |
| Campeón Kenia |
| Primer título |